# Vesey Street

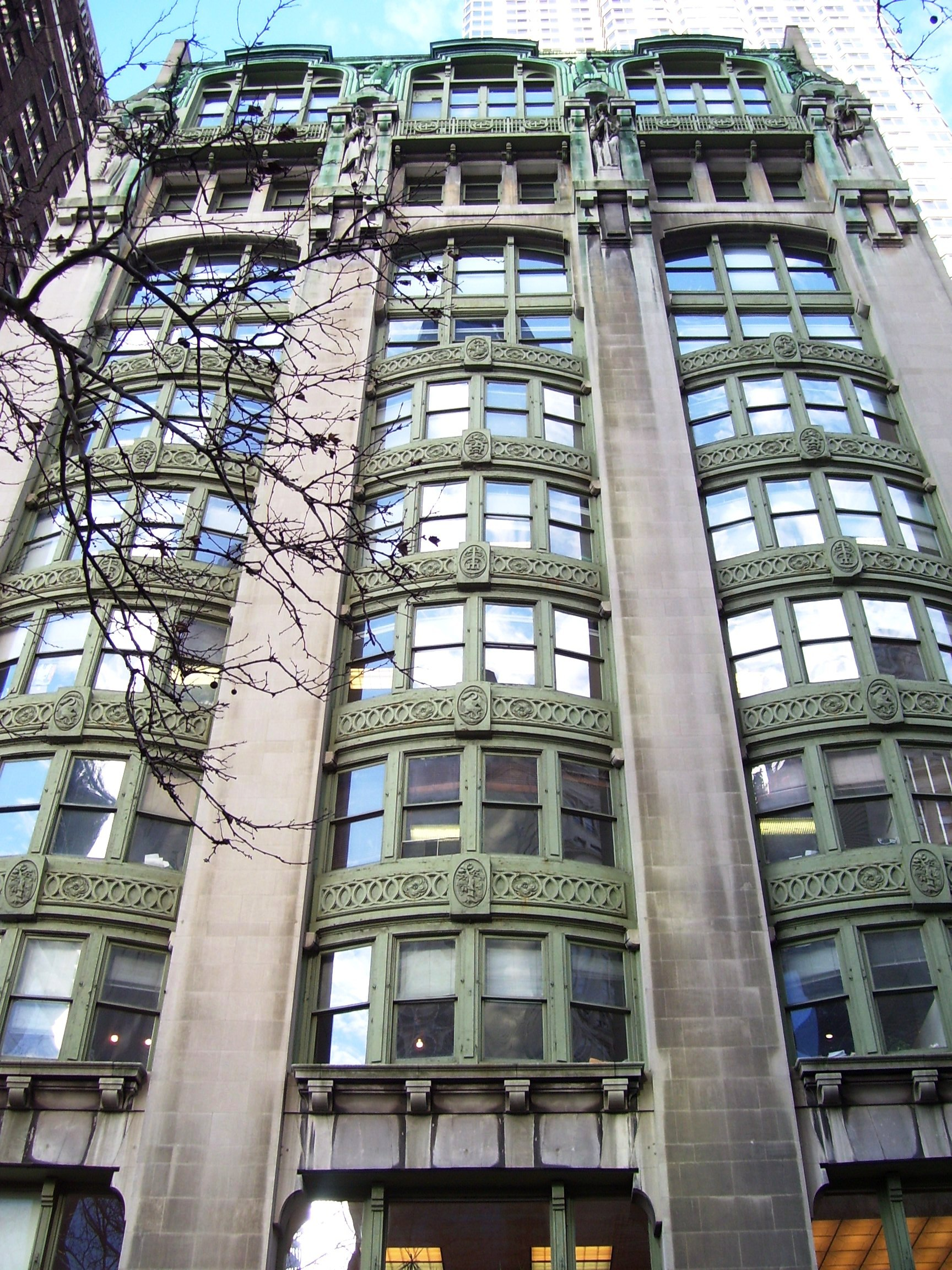
El Old New York Evening Post Building

Vesey Street (en inglés: Calle Vesey) es una calle en Nueva York de sentido este a oeste en el Distrito Financiero del bajo Manhattan.  La calle está nombrada en honor del reverendo William Vesey (1674-1746) que fue el primer rector de la vecina iglesia de la Trinidad.

## Historia
La intersección de las calles Vesey y West fue el lugar del Mercado Washington, el principal mercado de productores de la ciudad. Inaugurado en 1812, su ubicación cercana al puerto falicitaba el movimiento de mercadería.
Antes de la construcción del primer World Trade Center iba como una vía continua desde Broadway hasta el río Hudson. Actualmente (al 2013), es aún una vía contína pero tiene cuatro segmentos discontinuos con usos variados:
- Desde Broadway hasta Church Street está abierta a la circulación vehicular y peatonal.
- Desde Church Street hasta West Street está restringida para vehículos y peatones autorizados. Esta porción fue ensanchada durante la construcción del World Trade Center, y lo separa del Verizon Building que está en la vereda norte de esta calle.
- En Battery Park City, desde West Street hasta North End Avenue está abierta para vehículos y peatones.
- Desde North End Avenue hasta River Terrace y el Memorial de la gran hambruna irlandesa, sólo es peatonal.

La vía continua hacia el este pasando Broadway como Ann Street.

## Arquitectura
Diseñado por Robert D. Kohn en el estilo Art Nouveau, el Old New York Evening Post Building en el 20 Vesey Street fue terminado en 1907. Fue declarado como un Monumento Histórico de Nueva York en 1965 y añadido al Registro Nacional de Lugares Históricos (RNLP) en 1977.
El  Barclay–Vesey Building ocupa toda la manzana formada por West Street al oeste, Barclay Street al norte, Vesey Street al sur y Washington Street al este. Construido en 1923, sirvió como la sede principal corporativa de la Compañía de Teléfonos de Nueva York. Verizon mantiene una presencia en esta ubicación aunque su sede principal se encuentra hoy en Midtown. El edificio de estilo Art Deco fue declarado un Monumento Histórico de la ciudad en 1991 y añadido al RNLP en el 2009.
Adyacente a Vesey Street se encuentra la Capilla de San Pablo, la Oficina Postal Church Street, y el World Trade Center. La calle junto al World Trade Center fue cerrada para peatones luego de los ataques del 11 de septiembre y hasta la fecha no ha sido reabierta al tráfico vehicular. Una estructura que sobrevivió a los ataques, conocida como la "Escalera de los sobrevivientes" que fue preservada y puede ser vista en el National September 11 Memorial & Museum. La estación del PATH del World Trade Center es accesible desde la calle en el sitio del World Trade Center.
Justo después del extremo oeste de la calle se encuentra el memorial de la gran hambruna irlandesa. Este extremo de la calle se encuentra en la parte norte de Battery Park City.
Vesey Street fue el lugar de nacimiento de The Great Atlantic and Pacific Tea Company, el grupo retail más conocido como "A&P."

## Gallería

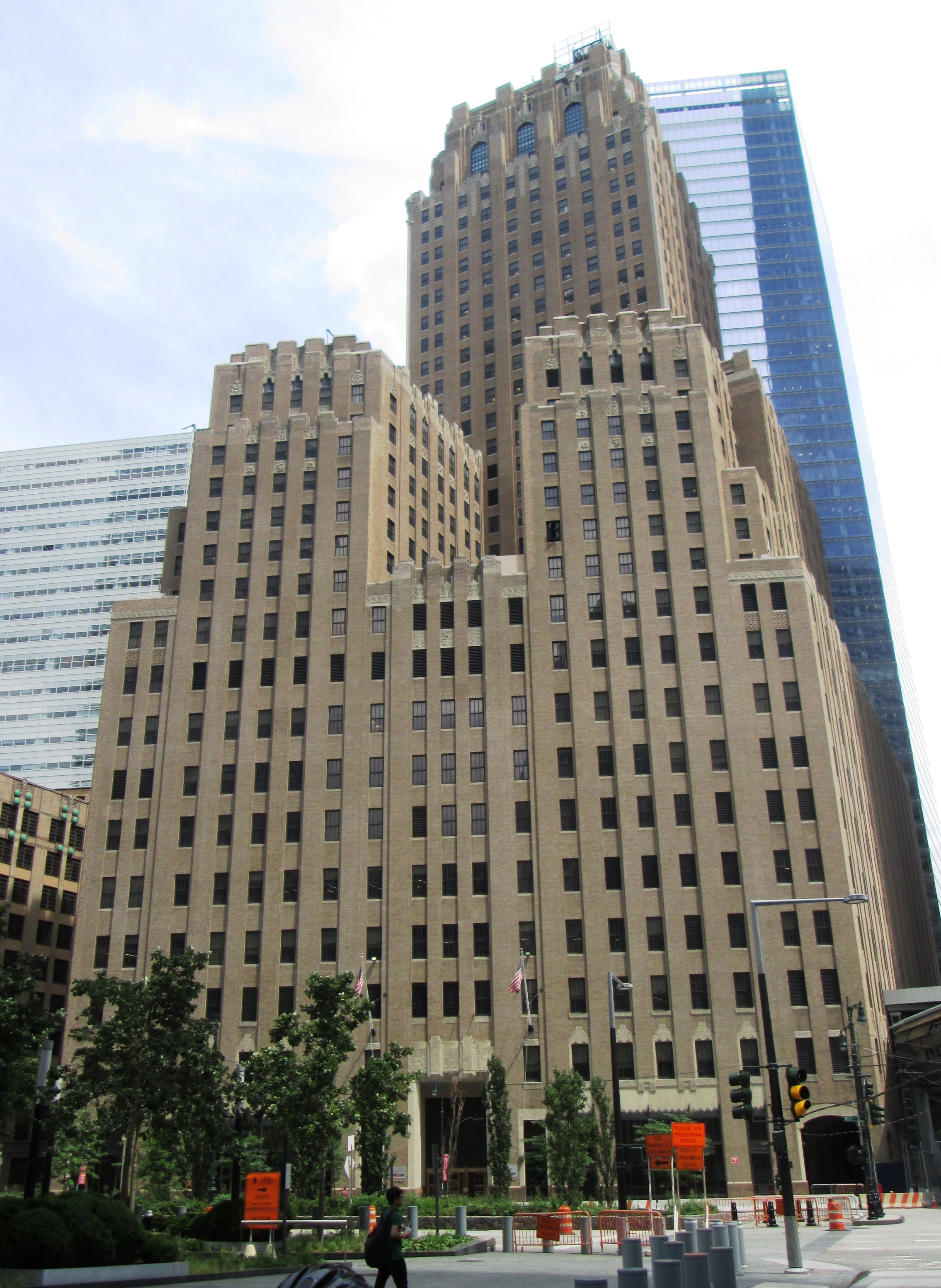
El Barclay-Vesey Building de estilo Art Deco.
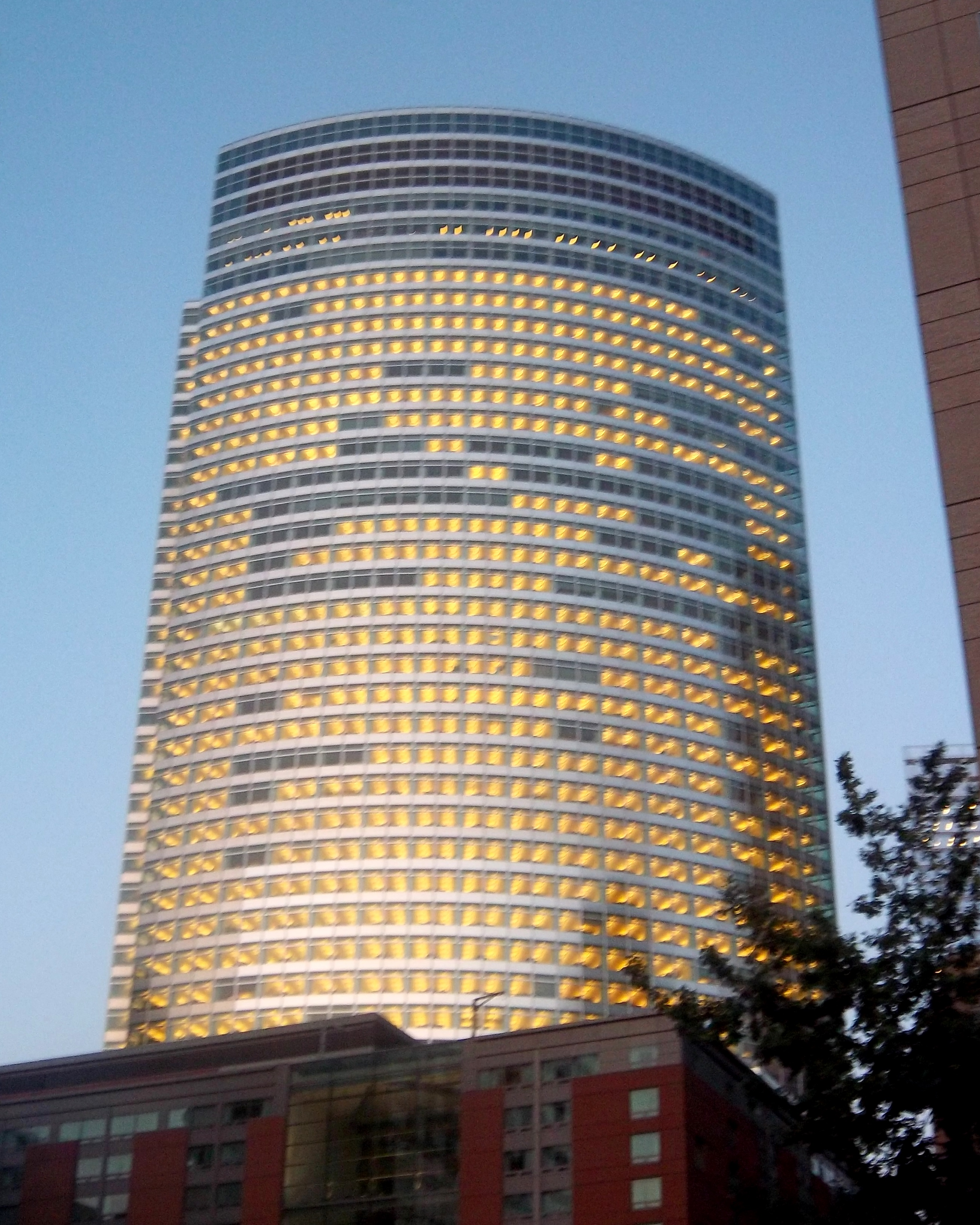
La Goldman Sachs Tower
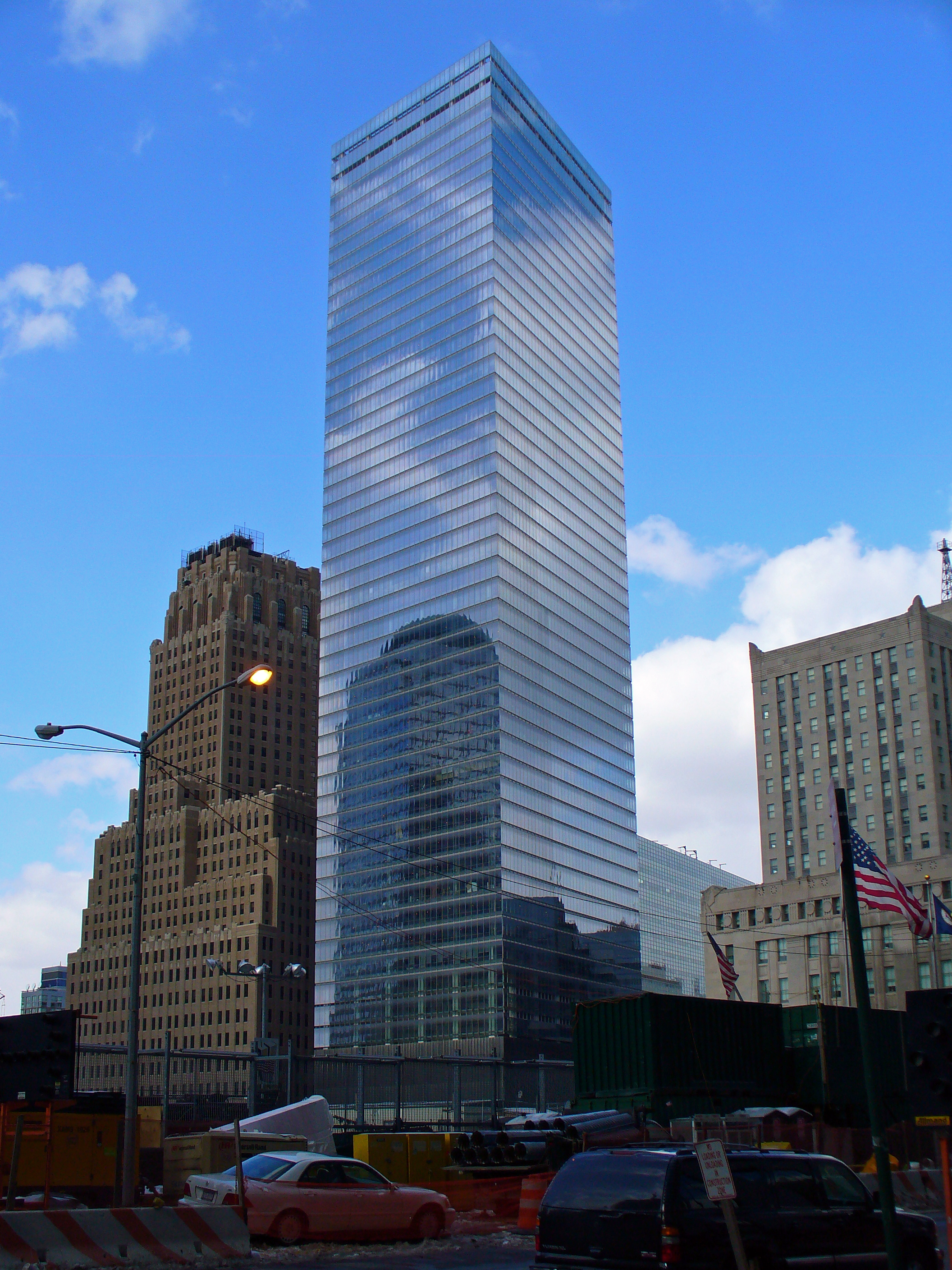
7 World Trade Center

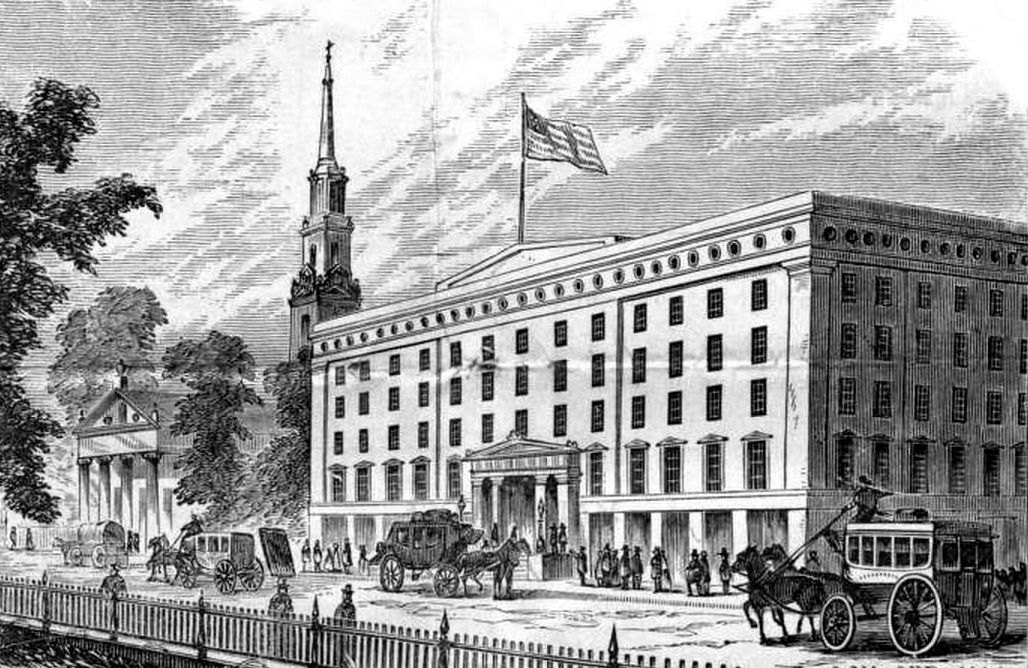
El restaurante Astor House en la esquina de Broadway y Vesey, en 1862
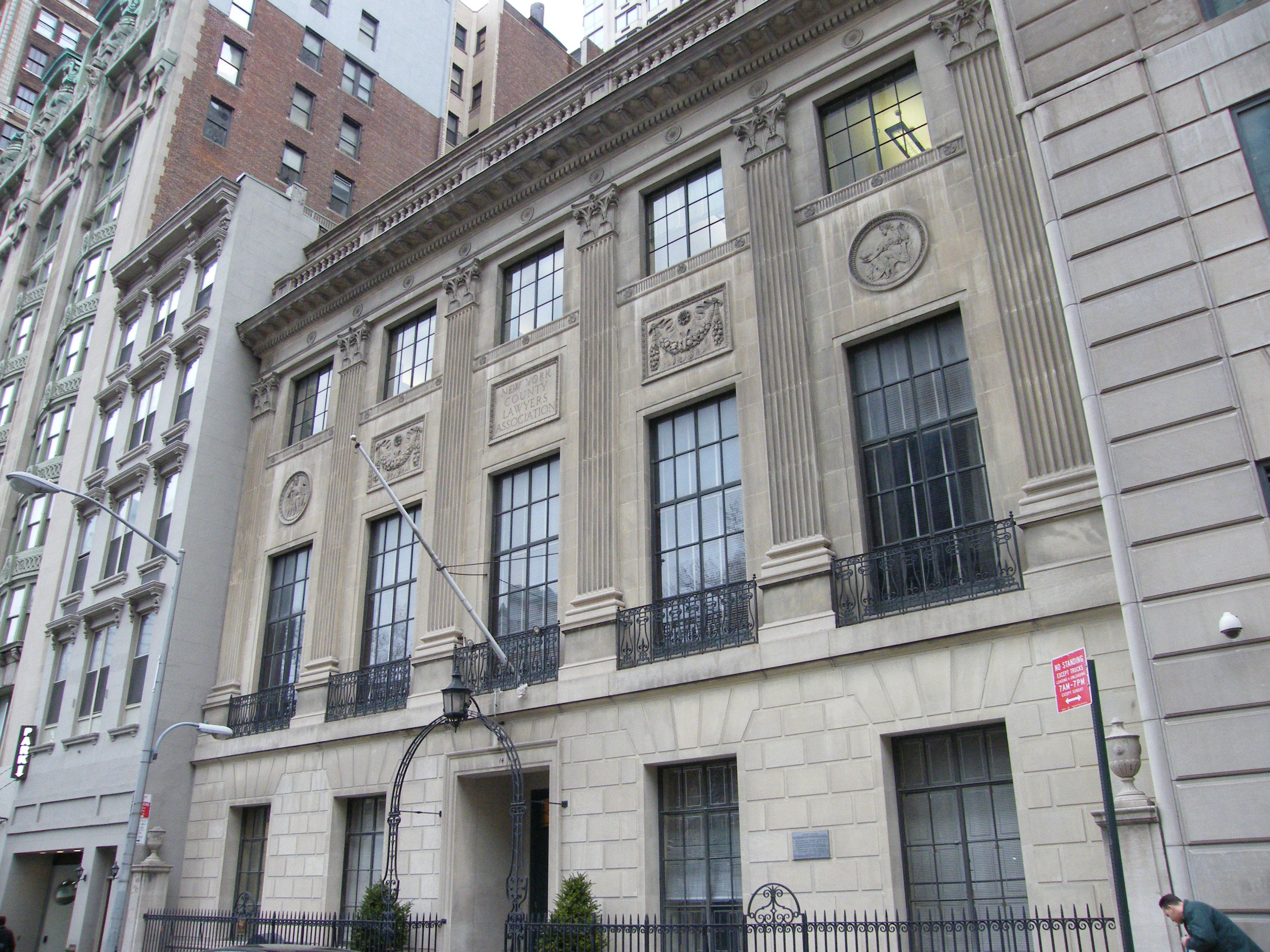
New York County Lawyers Association Building, un monumento histórico de la ciudad
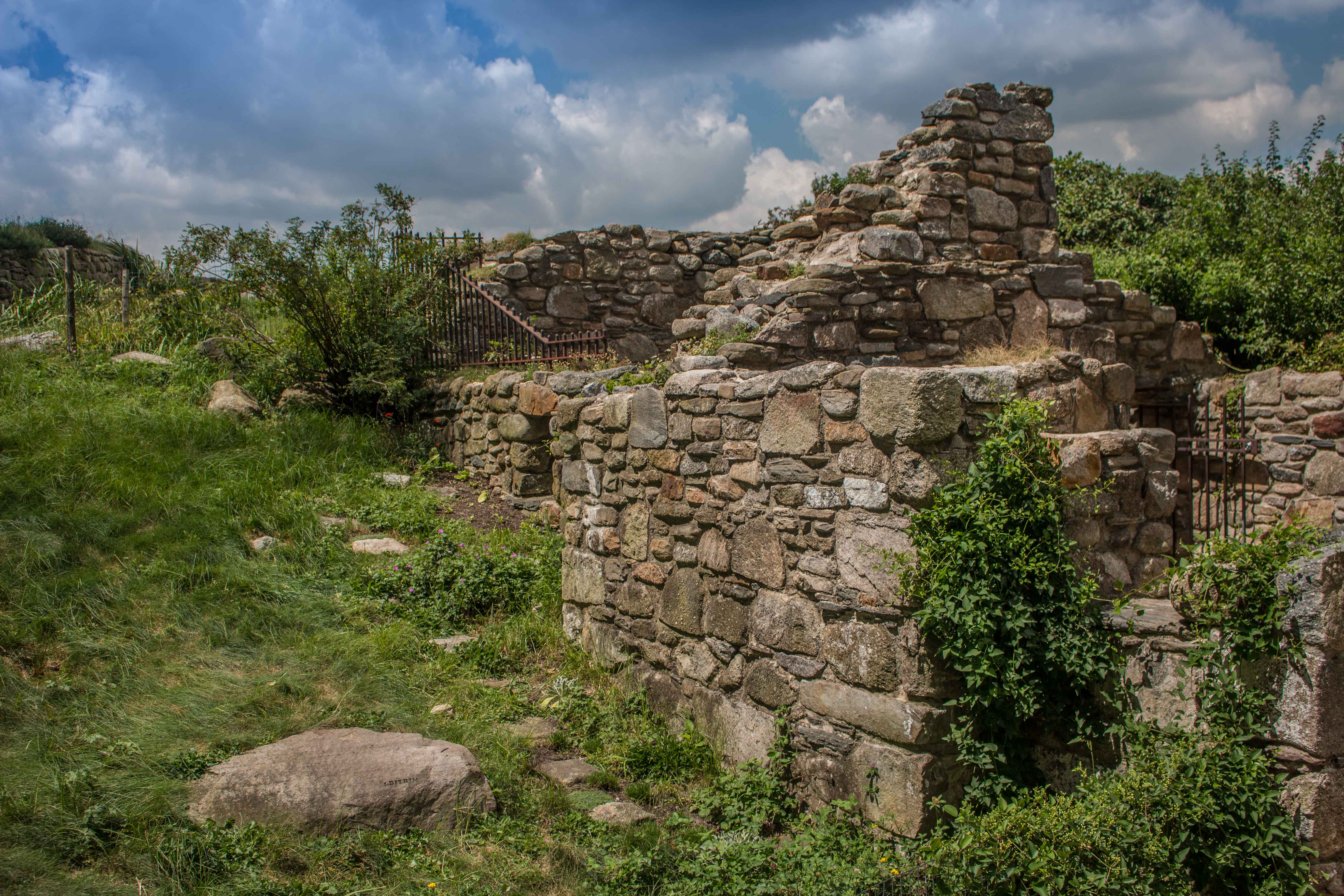
Parte del memorial de la gran hambruna irlandesa, que se encuentra al inicio de Vesey Street